# The Tale of Sweety Barrett
The Tale of Sweety Barrett es una película de drama y crimen de 1998, dirigida por Stephen Bradley, que a su vez la escribió, musicalizada por Stephen McKeon, en la fotografía estuvo Thomas Mauch y los protagonistas son Brendan O’Carroll, Brendan Gleeson y Tony Rohr, entre otros. El filme fue realizado por Icelandic Film y Temple Films, se estrenó el 12 de septiembre de 1998.

## Sinopsis
Sweety Barret es un individuo con una personalidad agradable y de poca inteligencia. Queda desocupado, era empleado en un circo ambulante, ahora está atascado en un pueblo de Irlanda, allí se encuentra involucrado en una venganza local.